# Fabrice Bellard
Fabrice Bellard ([faˈbʁis bɛˈlaʁ]; * 1972 in Grenoble) ist ein französischer Softwareentwickler und Mathematiker.
Er ging im Lycée Joffre in Montpellier zur Schule und studierte an der École polytechnique und der École nationale supérieure des télécommunications.
Er entwickelte unter anderem die folgenden Softwareprodukte, für die er auch lange Zeit der Hauptentwickler war:
- den Emulator QEMU, ein quelloffenes Programm, das auf den Systemarchitekturen x86, PowerPC, SPARC und weiteren beispielsweise die Ausführung der vier Betriebssysteme Windows, Linux, Mac OS und Solaris unter anderen Betriebssystemen emulieren kann.
- Tiny C Compiler, einen C-Compiler, klein, aber vollständig; ursprünglich hat er ihn geschrieben, um den International Obfuscated C Code Contest zu gewinnen.
- FFmpeg, eine Open-Source-Software für Audio- und Video-Kompression.

## Geschichte
Am 22. September 1997 gewann er den Weltrekord in der Berechnung von Dezimalstellen der Kreiszahl Pi mit einem von der Bailey-Borwein-Plouffe-Formel abgeleiteten Verfahren. Im Januar 2010 stellte er erneut den Rekord in der Berechnung von Dezimalstellen von Pi auf. In 131 Tagen berechnete er mit einem handelsüblichen Core-i7-PC 2.699.999.990.000 Nachkommastellen, knapp 2,7 Billionen.
Im Mai 2011 veröffentlichte er einen PC-Emulator programmiert nur in JavaScript basierend auf Typed Arrays. Die emulierte Hardware besteht aus einem 32-Bit-x86-kompatiblen Hauptprozessor, einem 8259 Programmable Interrupt Controller, einem 8254 Programmable Interrupt Timer und einem 16450 UART.
Am 2. September 2012 veröffentlichte er eine vollständige Software-Implementierung einer LTE-Basisstation, die ohne besondere Hardware auf jedem PC lauffähig ist.
2014 veröffentlichte er das neue Bildkompressionsformat Better Portable Graphics (BPG), das bei gleicher Dateigröße deutlich bessere Qualität als JPEG liefert. Die Darstellung wird in allen aktuellen Browsern mittels eines ca. 72 kB großen Javascript-Programms ermöglicht.
Im Dezember 2016 veröffentlichte er einen Emulator für die RISC-V-Architektur (RISCVEMU).
Am 9. Juli 2019 veröffentlichte er QuickJS, eine in C geschriebene JavaScript-Engine.